# Gräsand
Gräsand (Anas platyrhynchos) är en välkänd andfågel som är mycket vanlig och vida spridd på stora delar av norra halvklotet. Gräsanden är tillsammans med myskanden ursprunget till tamankorna.

## Utseende

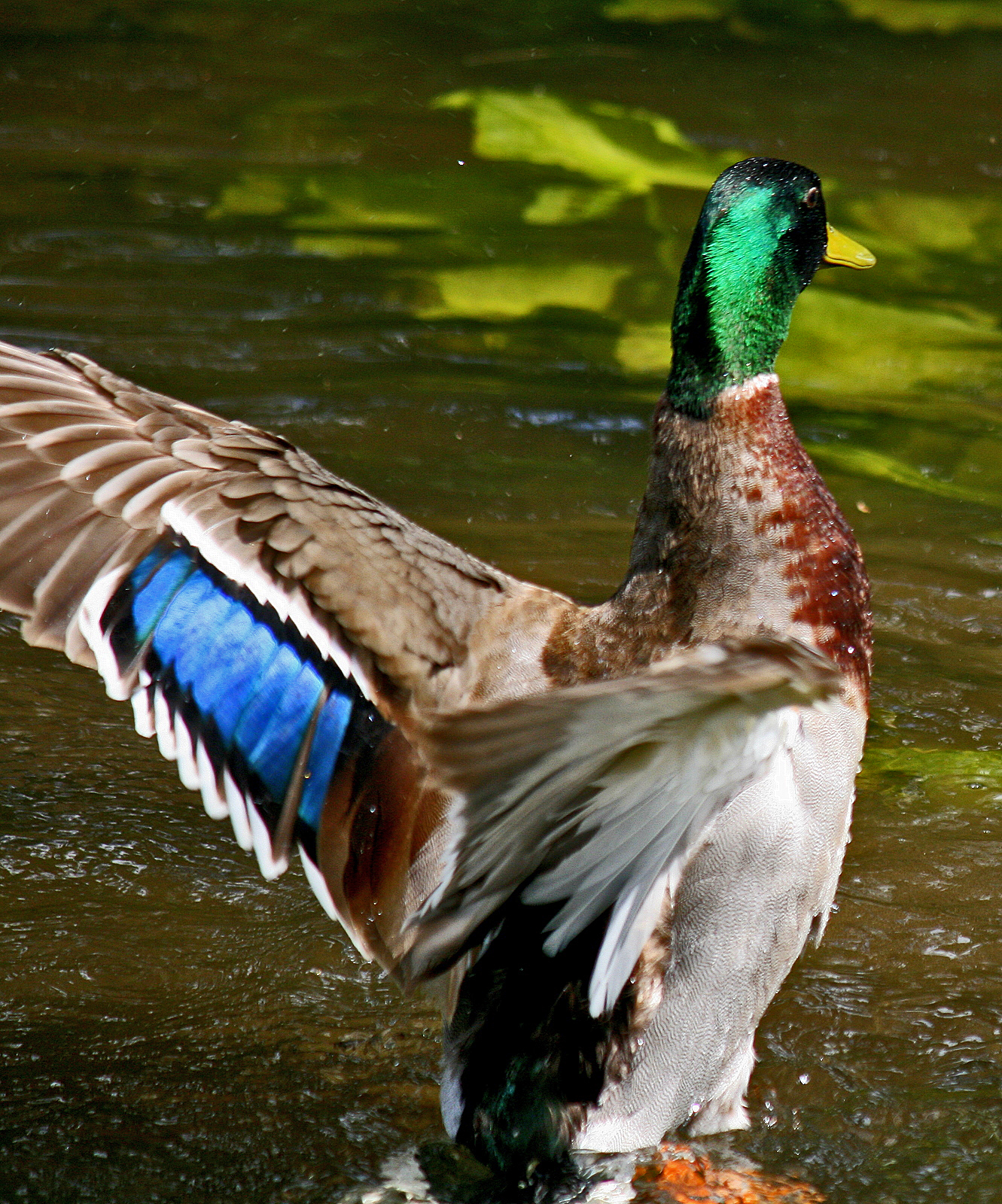
Gräsandshane som vingar sig och visar upp den iriserande blå vingspegeln.

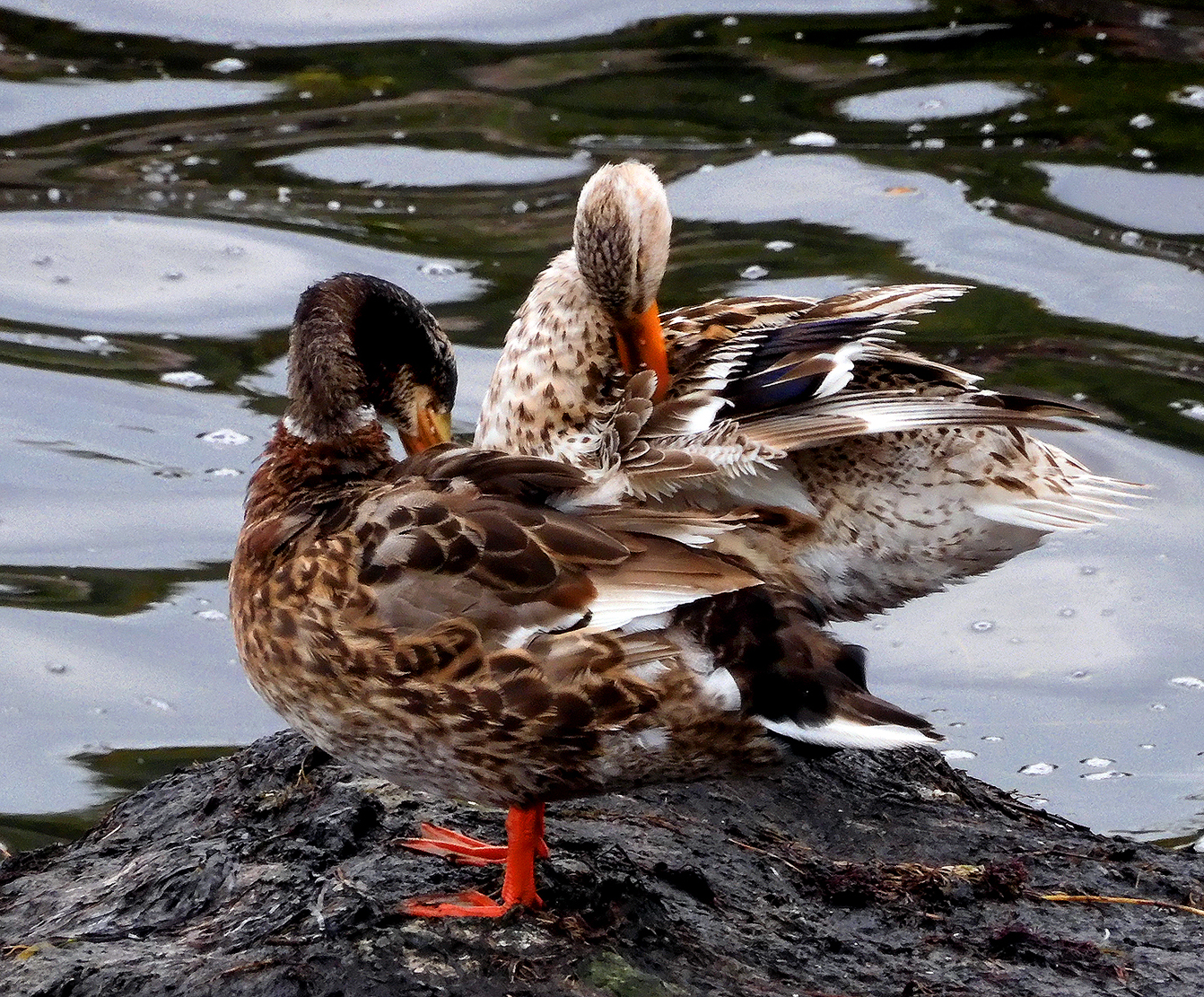
Ett par putsar sig, honan har leucism och hanen är i eklipsdräkt.

Gräsanden är en stor och kraftig and som mäter 55–60 cm och har ett vingspann på 81–95 cm. Den har ett stort huvud, en lång och ganska kraftig näbb och kort stjärt. I alla dräkter har den en mörkblå iriserande vingspegel omgiven av först ett svart och sedan ett brett vitt band. Benen är gula eller gulröda. Honan är vattrad i brunt på ovansidan, i ljusbrunt på undersidan och har en orange näbb med mörkgrå näbbrygg. 
Den adulta hanen har i häckningsdräkt mörkgrönt, lätt skimrande huvud och hals. Den har en smal vit halsring som avgränsar det gröna från det lilatonade kastanjebruna bröstet. Aktern är svart och de yttre stjärtpennorna beigevita. Några av de övre stjärttäckarna har uppkrullade svarta spetsar. Gräsandshanen har en enfärgat mattgul näbb. Under perioden då gräsandshanen ruggar sina vingpennor anlägger den en eklipsdräkt som är mer honlik men skiljs ifrån honan på att näbben är enfärgat mattgul, bröstet mörkare rödbrunt och huvudet något mer kontrastrikt. Juvenilen är mycket lik den adulta honan.

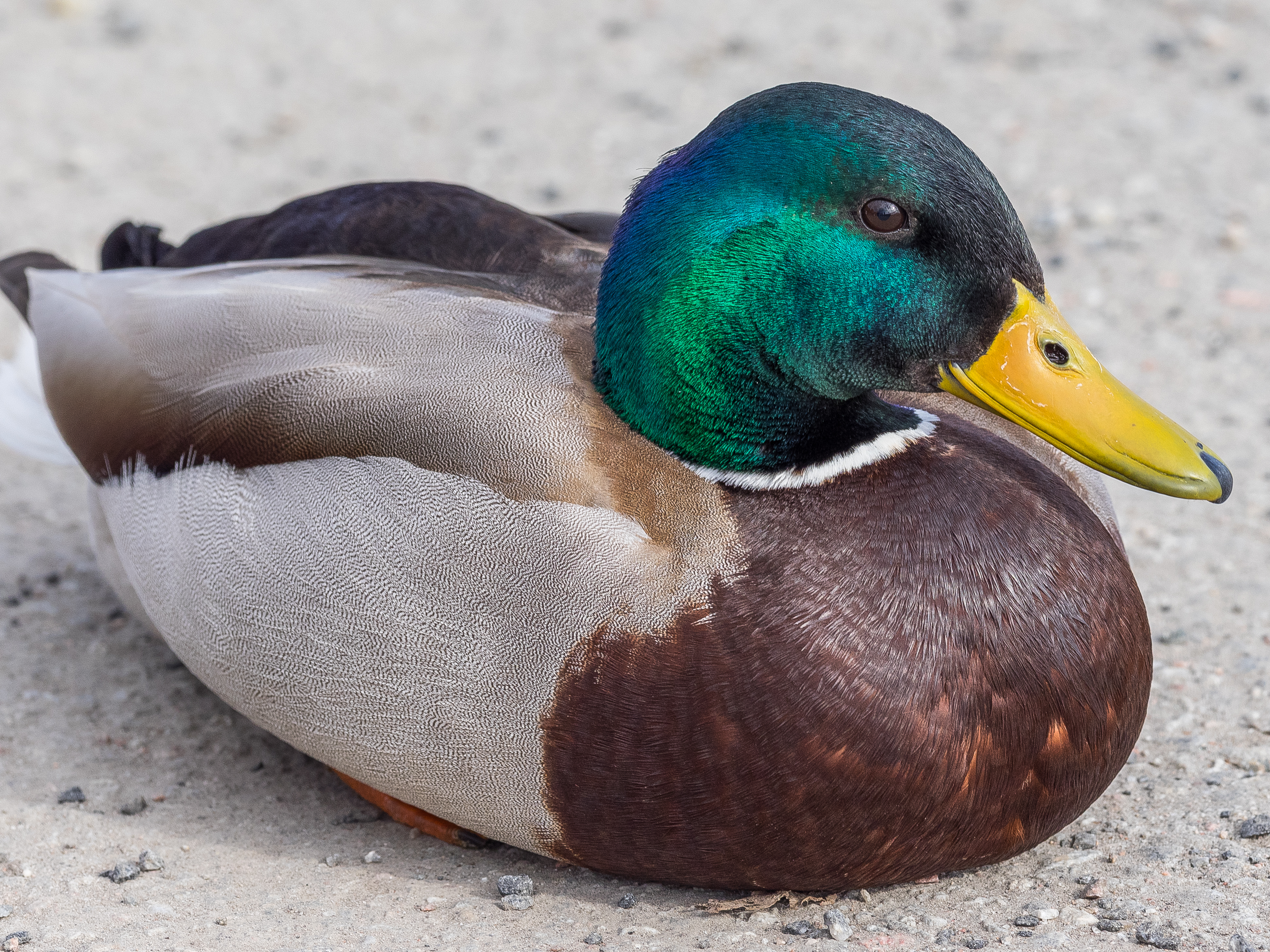
Gräsand, adult hane.
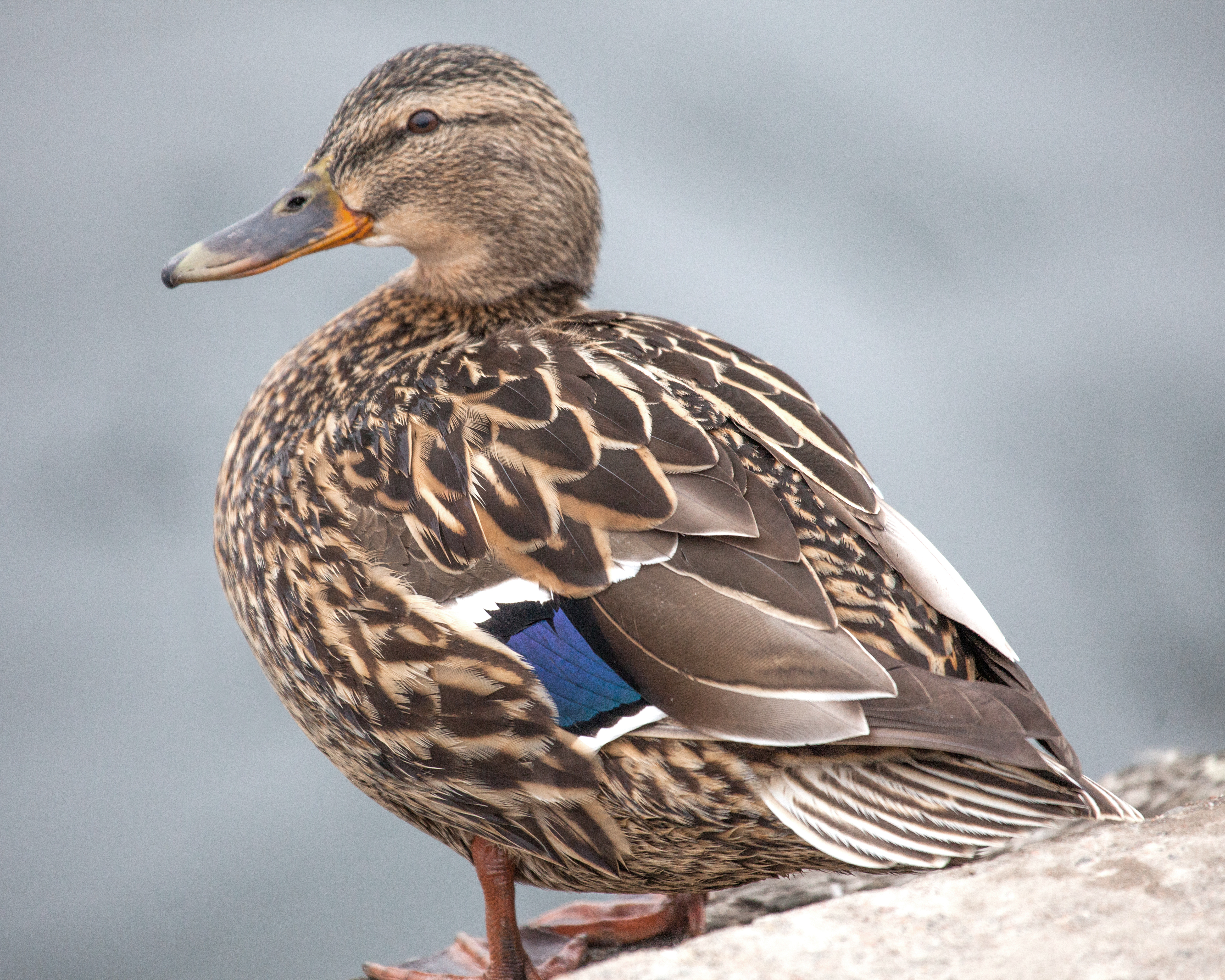
Gräsand, adult hona.
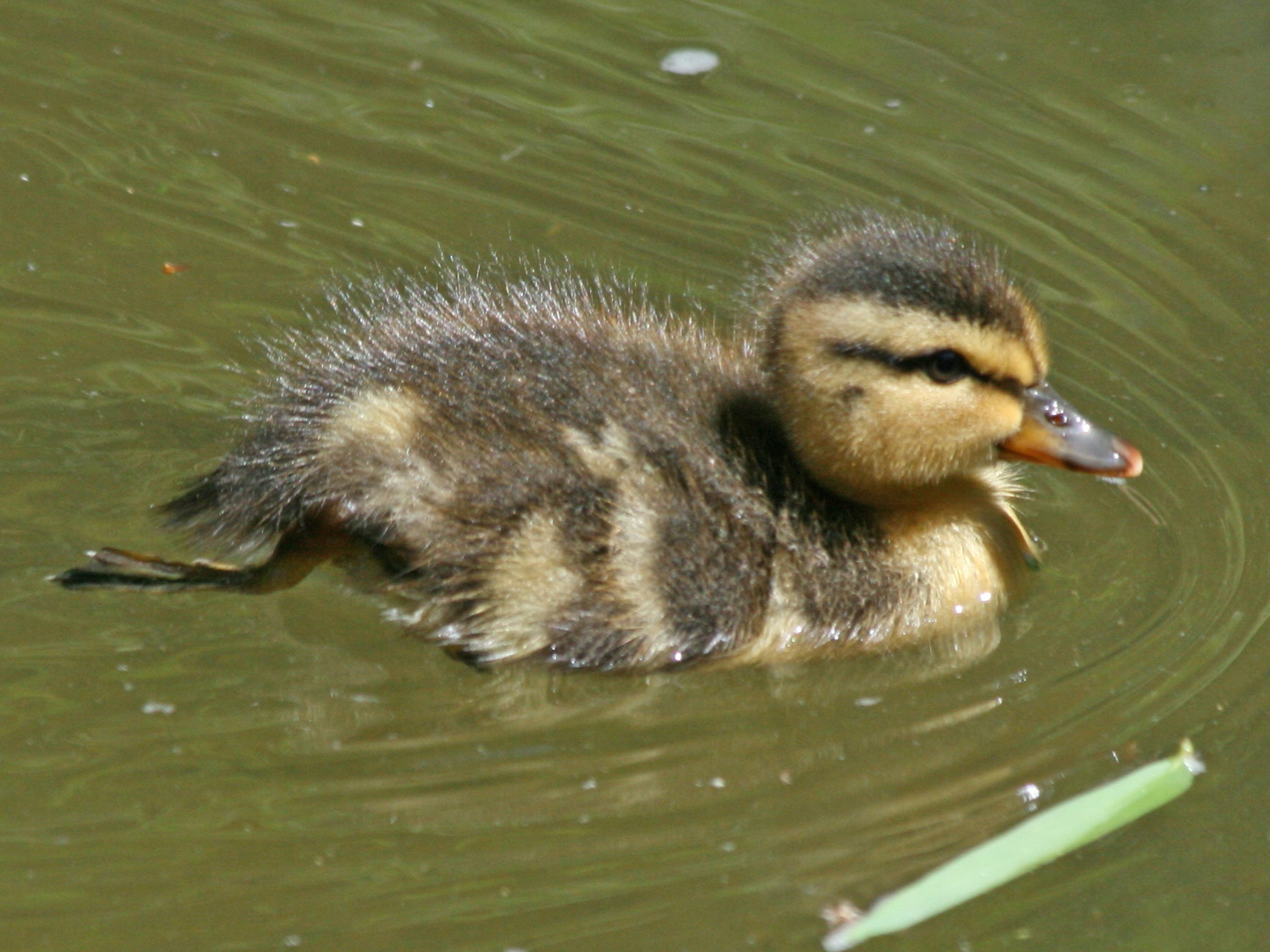
Dununge.

## Läte
Gräsanden är en talför andfågel. Från hanen görs dämpade och nasala "vähp" som ofta upprepas av en oroad fågel. Vid uppvaktning av honan hörs en kort vissling, "pjy". Honan kväker med en ljudlig serie som successivt avtar i styrka. Från oroad hona hörs envetna, upprepade "kväh".

## Utbredning och systematik
Gräsanden har ett stort utbredningsområde och återfinns i ett brett bälte över Eurasien och Nordamerika, med tyngdpunkt i de tempererade och boreala delarna. Arten har också introducerats till Australien och Nya Zeeland. Dess närmaste släktingar är de nearktiska arterna fläckand (Anas fulvigula) och svartand (Anas rubripes) som båda tidigare behandlats som underarter till gräsanden. Den står även nära de båda asiatiska arterna fläcknäbbad and (Anas poecilorhyncha) och kinesisk and (Anas zonorhyncha). Mexikansk and (Anas diazi) behandlades fram tills nyligen som underart till gräsanden på grund av omfattande hybridisering och vissa gör det fortfarande. Genetiska studier visar dock att den står närmare fläckanden, så pass att exempelvis BirdLife International inkluderar diazi i den arten istället.
Gräsanden i begränsad mening brukar delas upp i två underarter:
- vanlig gräsand[7] Anas platyrhynchos platyrhynchos – nominatformen vilken merparten av världens gräsänder tillhör.
- Anas platyrhynchos conboschas C. L. Brehm 1831 – häckar på Grönland.

### Förekomst i Sverige
I Sverige häckar gräsanden allmänt i hela landet. Det enda ställe i Sverige där gräsanden inte förekommer är i fjällmiljön. Människans påverkan på landskapet har även haft konsekvenser för gräsändernas naturliga livsmiljö. Genom att människor torrlägger våtmark för odling, minskas deras naturliga livsutrymme, detta tillsammans med omfattande andjakt tvingar dem att söka sig närmare människor vid områden som parker och vattendrag.

## Ekologi

### Föda
Gräsanden är allätare och mycket flexibel i sitt val av föda. Föda varierar beroende på en rad olika faktorer, bland annat beroende på vilket stadium i häckningscykeln den befinner sig i, födotillgång, och konkurrens om föda från både artfränder och andra arter. Merparten av gräsandens föda består av snäckor, skalbaggar, flugor, fjärilar, sländor, nattsländor, kräftdjur, maskar och andra ryggradslösa djur, samt olika frön och annat växtmaterial. Växtmaterial utgör en stor del av dess föda, speciellt under höstflytten och vintern. Den födosöker oftast genom att tippa kroppen framåt och snappa, eller beta efter växtmaterial under vattnet.

### Häckning

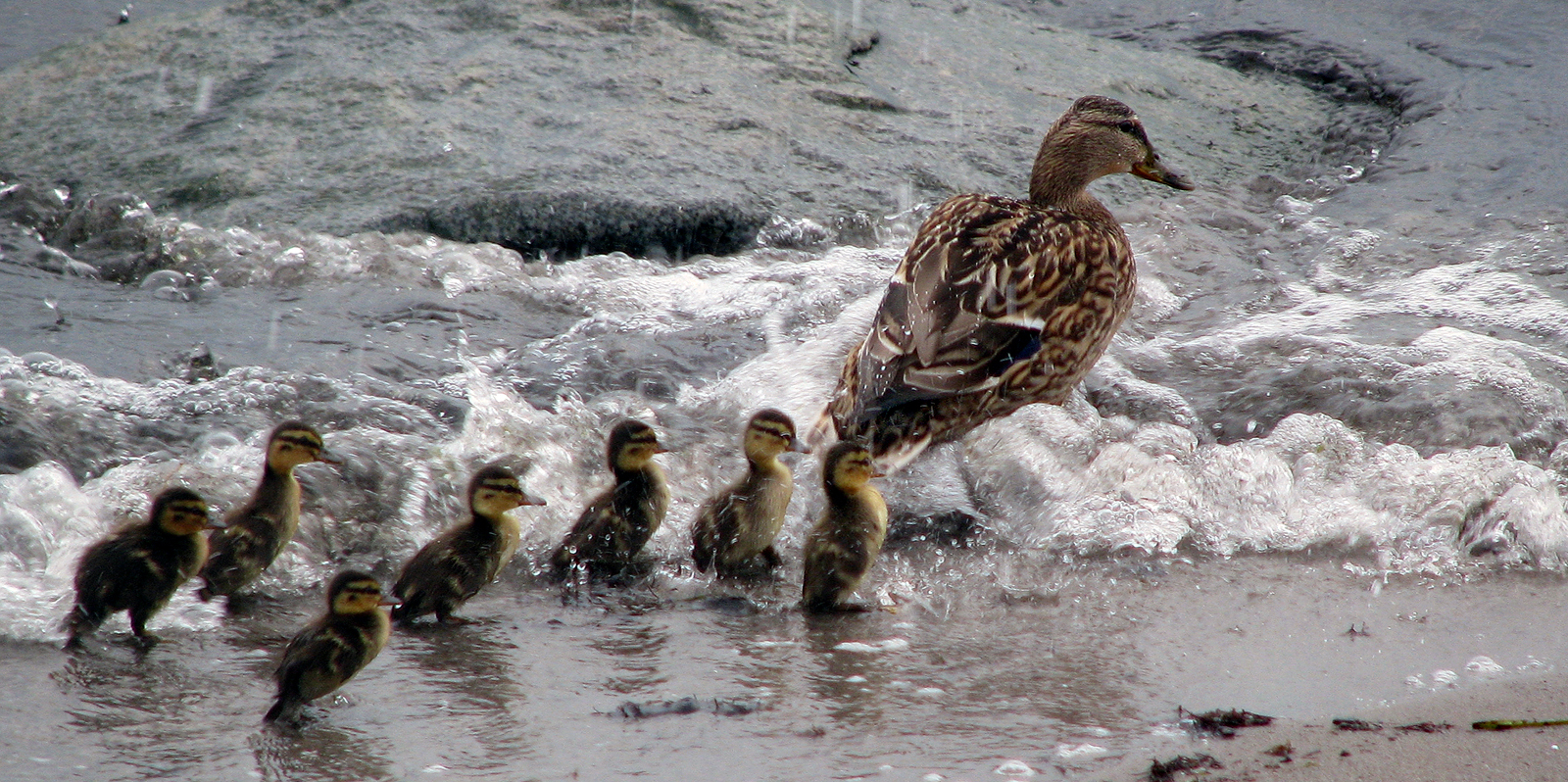
Gräsanden kan få många ungar i samma kull, 8-10 är tämligen vanligt.

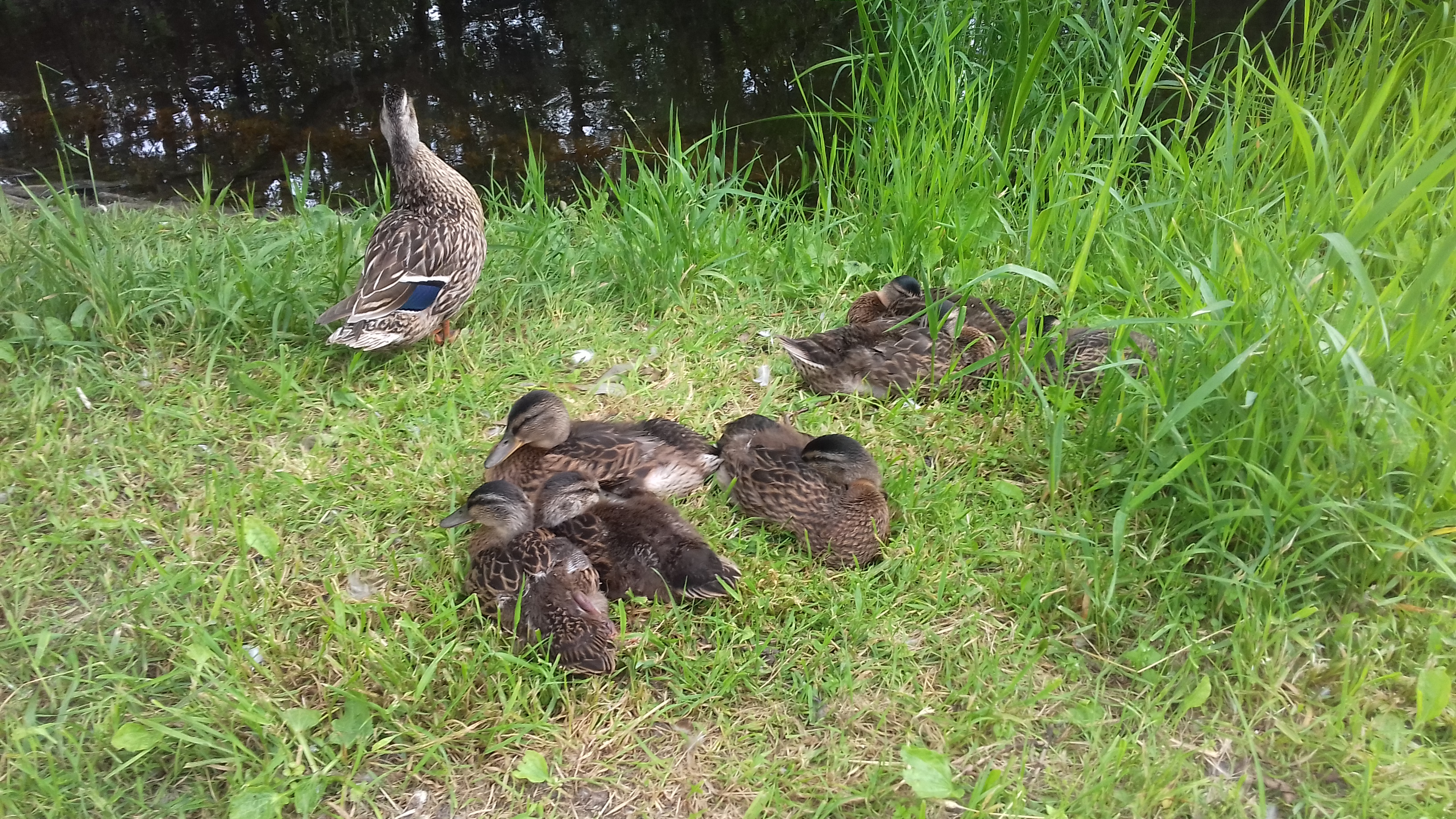
Två veckor gamla ankungar vilar medan deras mamma håller uppsikt.

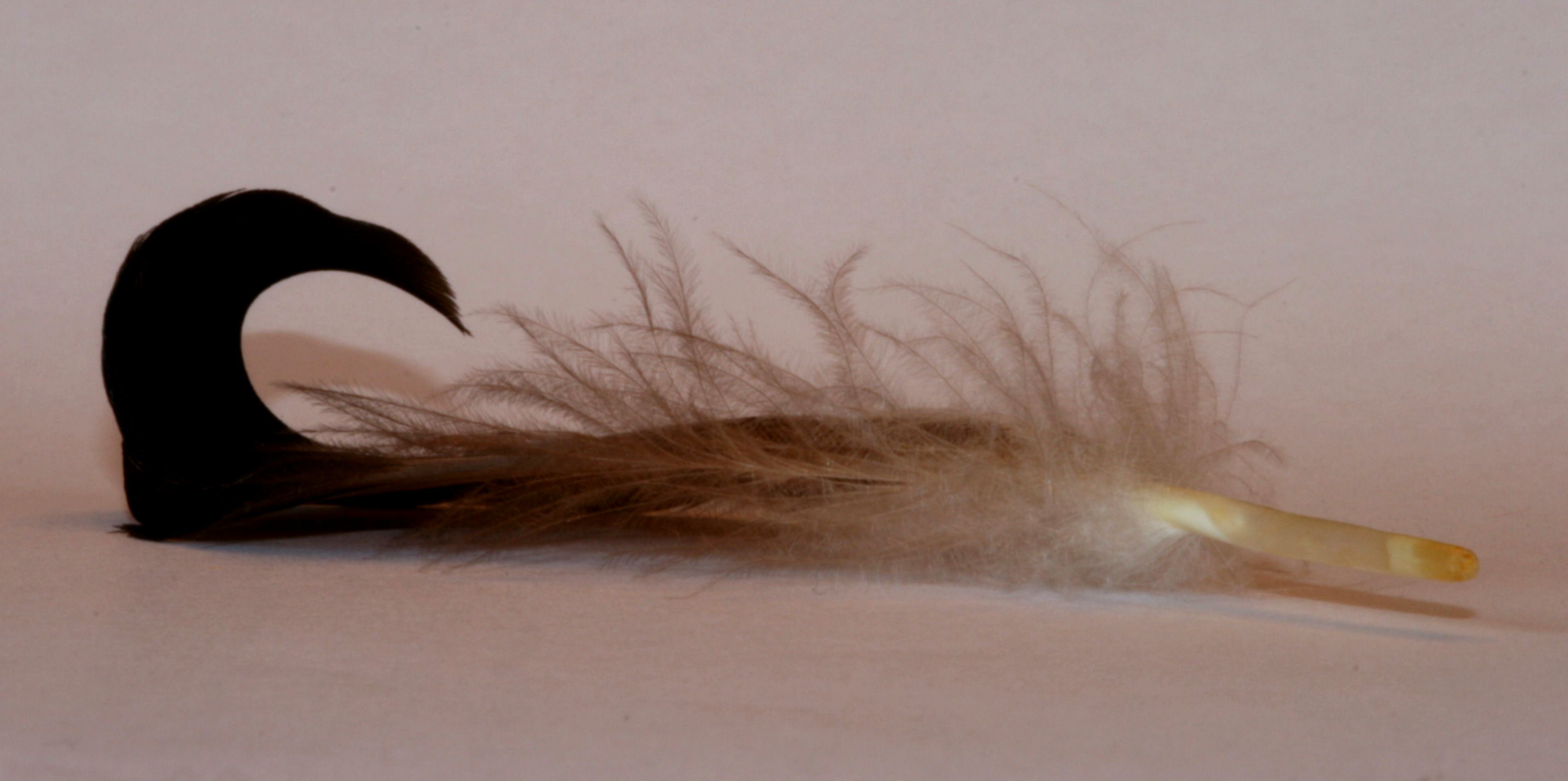
Den för arten specifika uppkrullade stjärttäckaren.

Gräsanden kan förekomma som häckfågel vid nästan vilken typ av vatten som helst, som små skogskärr, sjöar, åar, i parker, i bräckt och salt vatten. Precis som bland många andra änder inom familjen Anatidae bildar de par redan under hösten. Bland de populationer som är flyttfåglar sker detta i vinterkvarteret eller under flyttningen. Häckningen påbörjas mycket tidigt på våren och den kan lägga ägg så tidigt som i mars, och så sent som i juli. Boet placeras av honan och läggs i de flesta fall mer eller mindre långt bort från stranden, ofta väl dolt i en tät tuva eller under en buske. De bygger egentligen inte något bo utan lägger äggen i en så gott som tom grop i marken. Först när ruvningen kommit igång förses äggen med en riklig krans av svartbrunt dun som honan tar från sin egen fjäderdräkt. Den lägger i genomsnitt nio till 13 ägg, men kullar med fyra till 18 finns observerade.Äggen är vitaktiga och saknar fläckar. De ruvas i 21–28 dagar och när ungarna kläckts följer de nästan direkt modern till närmaste vattensamling. Ungarna är flygfärdiga efter 50–60 dagar.
Hos populationer av stannfåglar är paren oftare trogna varandra livet ut medan flyttfåglarna oftare byter partner. När honan påbörjat ruvningen av äggen beger sig hanen bort och slår följe med andra hanar för att rugga sina vingpennor, och när ungarna är självständiga ruggar honan. Under denna ruggningsperiod är gräsänderna flygoförmögna i cirka en månad. Efter denna period återförenas hanar och honor igen. Utanför häckningstid är den mycket social och bildar stora flockar.

### Nativitet
Gräsänder kan bli mycket gamla. Bland annat återfann man 2001 en individ på Schäferiängarna vid Ottenby fågelstation som ringmärkts vid andfänget 1975, det vill säga 26 år tidigare.

### Sjukdomar
En sporadiskt förekommande parasitsjukdom är sarcocystos.

## Gräsanden och människan
Huvudartikel: Marint skräp

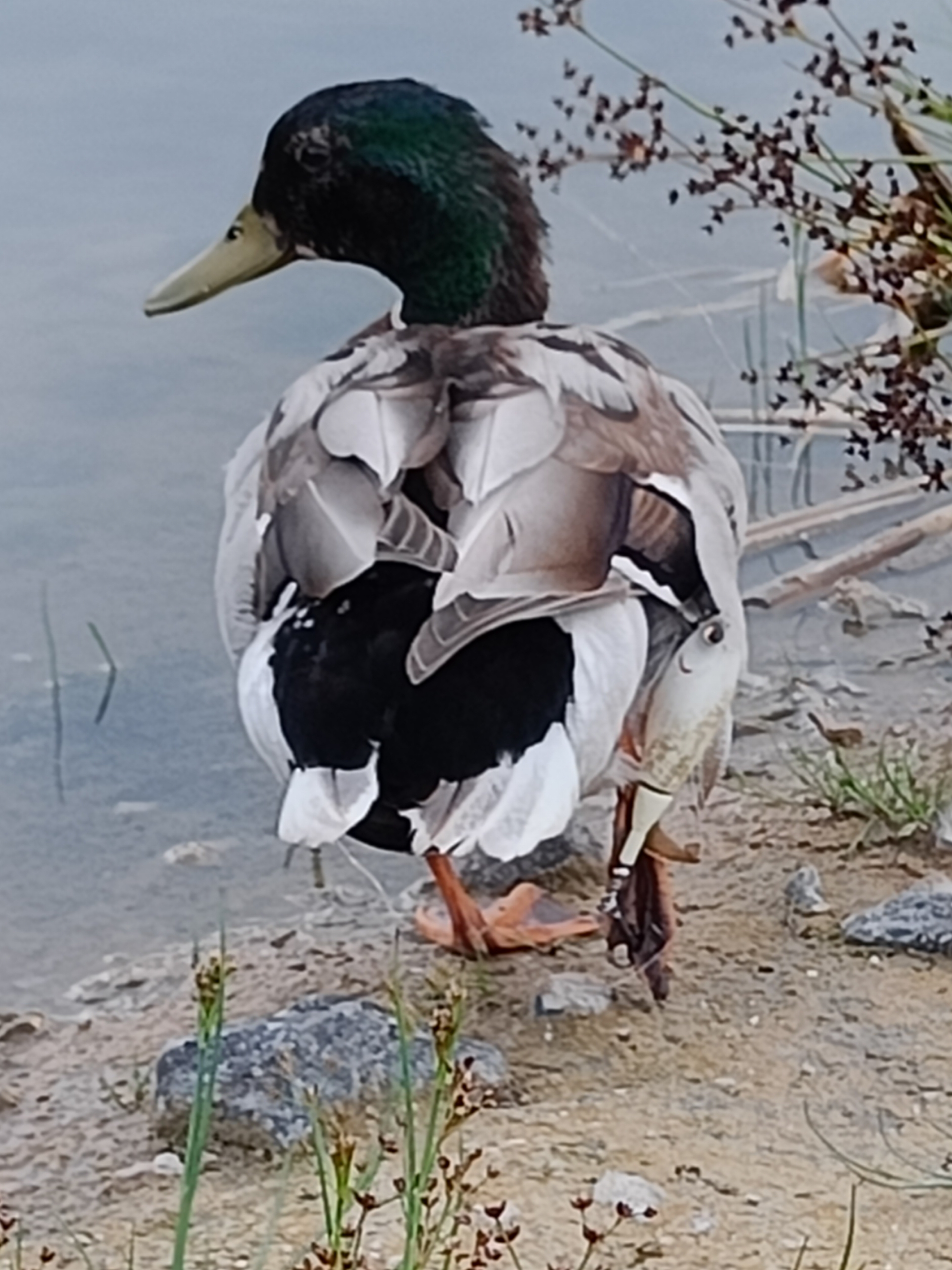
Gräsand skadad av fiskekrok i Kävlingeån.

Mänsklig aktivitet i floderna, och insjöarna, som fiske med tillkommande nedskräpning av fiskenät och fiskelina, utgör en betydande fara för marint liv. Denna mänskliga aktivitet påverkar även vattenlevande fåglar som gräsänder.
Gräsanden och myskanden (Cairina moschata) anses vara förfäder till alla domesticerade ankor.

### Gräsanden som jaktvilt
Huvudartikel: Andjakt
Gräsänder är fredade och jakten på dem är strikt reglerad enligt jaktlagen. Det krävs jägarexamen och att man har jakträtt på marken man jagar. Jakten ska bedrivas utan onödigt lidande för gräsänderna och utan risk för människor eller egendom.
Då jakt på gräsänder sker med hagelgevär är skadeskjutningar vanligt. Ofta flyger gräsänder i flock och när jägare skjuter in i flocken för träffa en individ, är risken stor att även andra änder i flocken träffas. Dessa får då skador av enstaka småhagel som de överlever, men bidrar till livslångt lidande. I Danmark fångades gräsänder in med nät som med röntgenundersökning visade att 15% av gräsänderna lever med hagelkulor i kroppen från skadeskjutningar.

## Status och hot
Gräsanden har ett enormt utbredningsområde och en stor population, och tros öka i antal. Utifrån dessa kriterier kategoriserar internationella naturvårdsunionen IUCN arten som livskraftig (LC). Världspopulationen uppskattas till cirka 19 miljoner individer, varav det i Europa tros häcka mellan 2,85 och drygt 4,6 miljoner par. Det bedrivs en industriell av uppfödning av gräsänder till jakt. Bara i Sverige föds varje år upp 400 000 gräsänder i fångenskap och i hela Europa 3 miljoner gräsänder för att släppas ut och jagas.

## Galleri

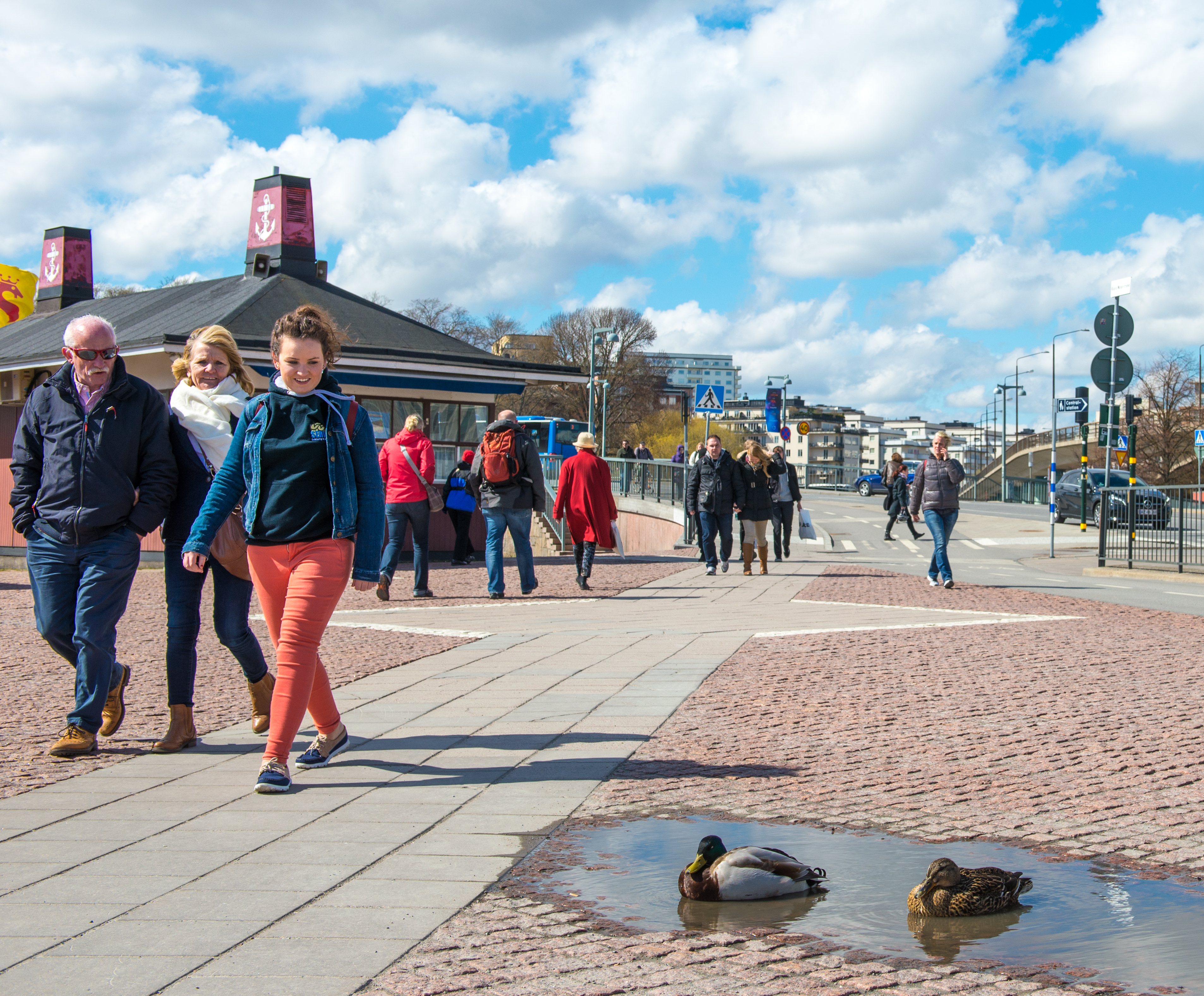
Gräsänder är vanliga i storstadsmiljöer.
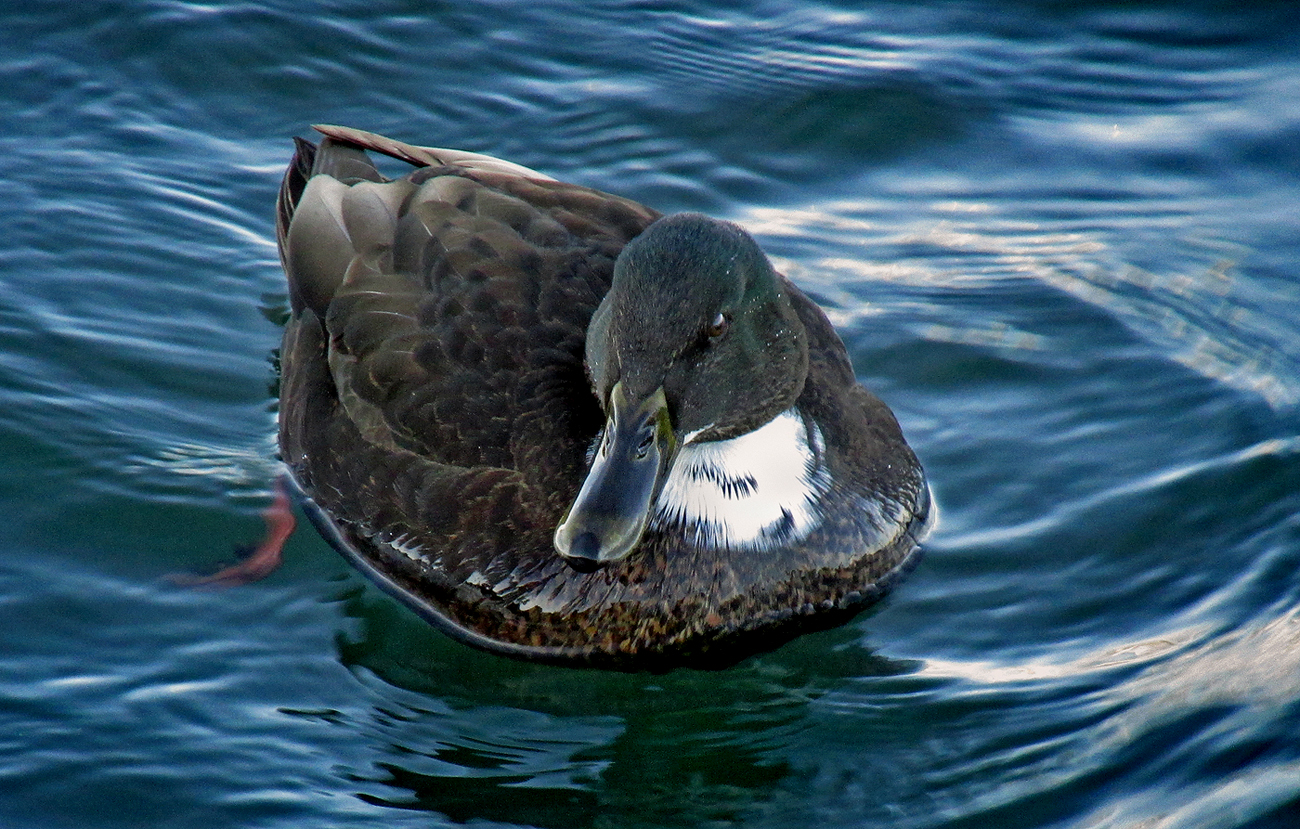
En gräsand som har tamgåsgener i sig.
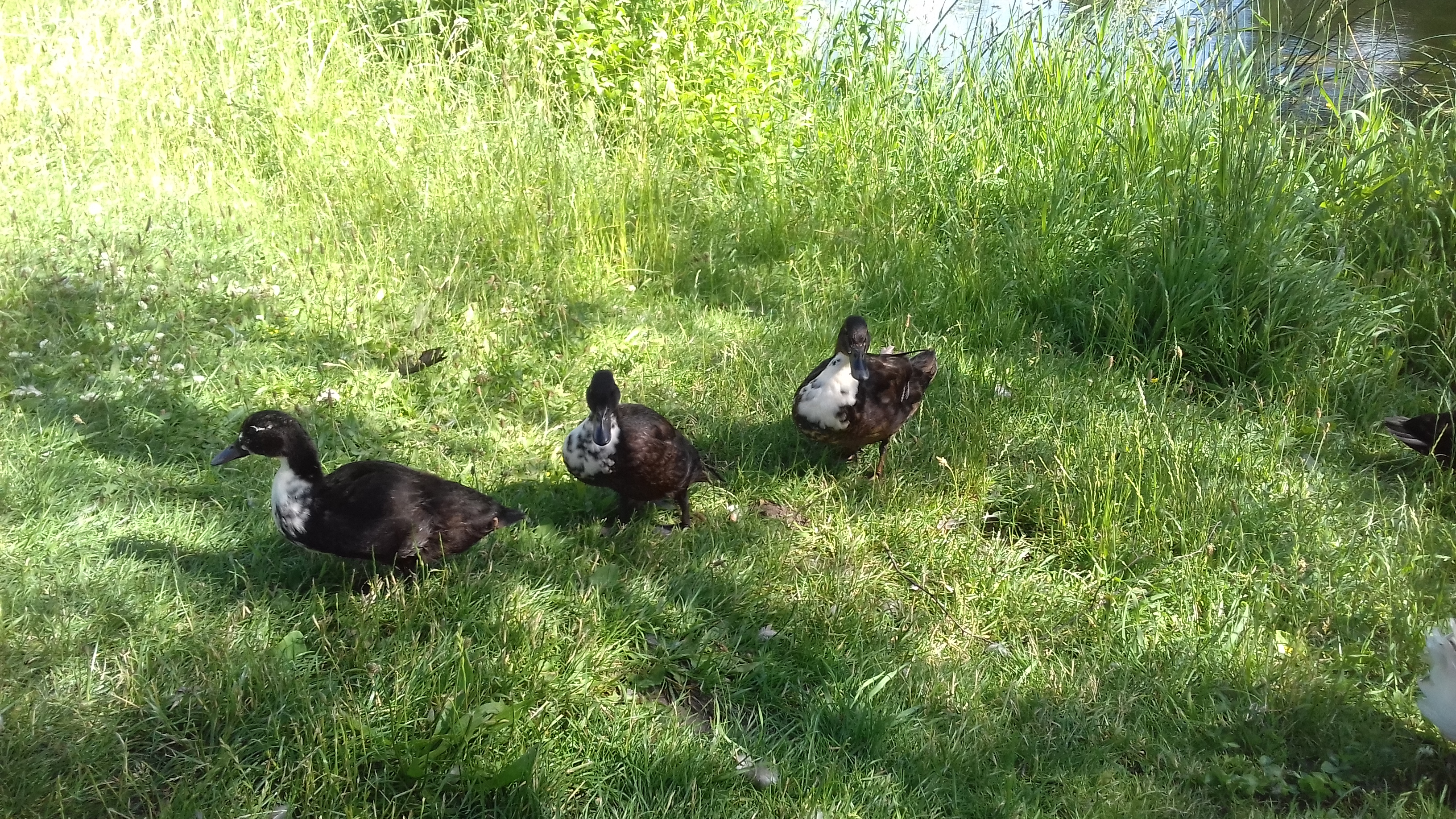
Korsning mellan domesticerade ankor och gräsänder.
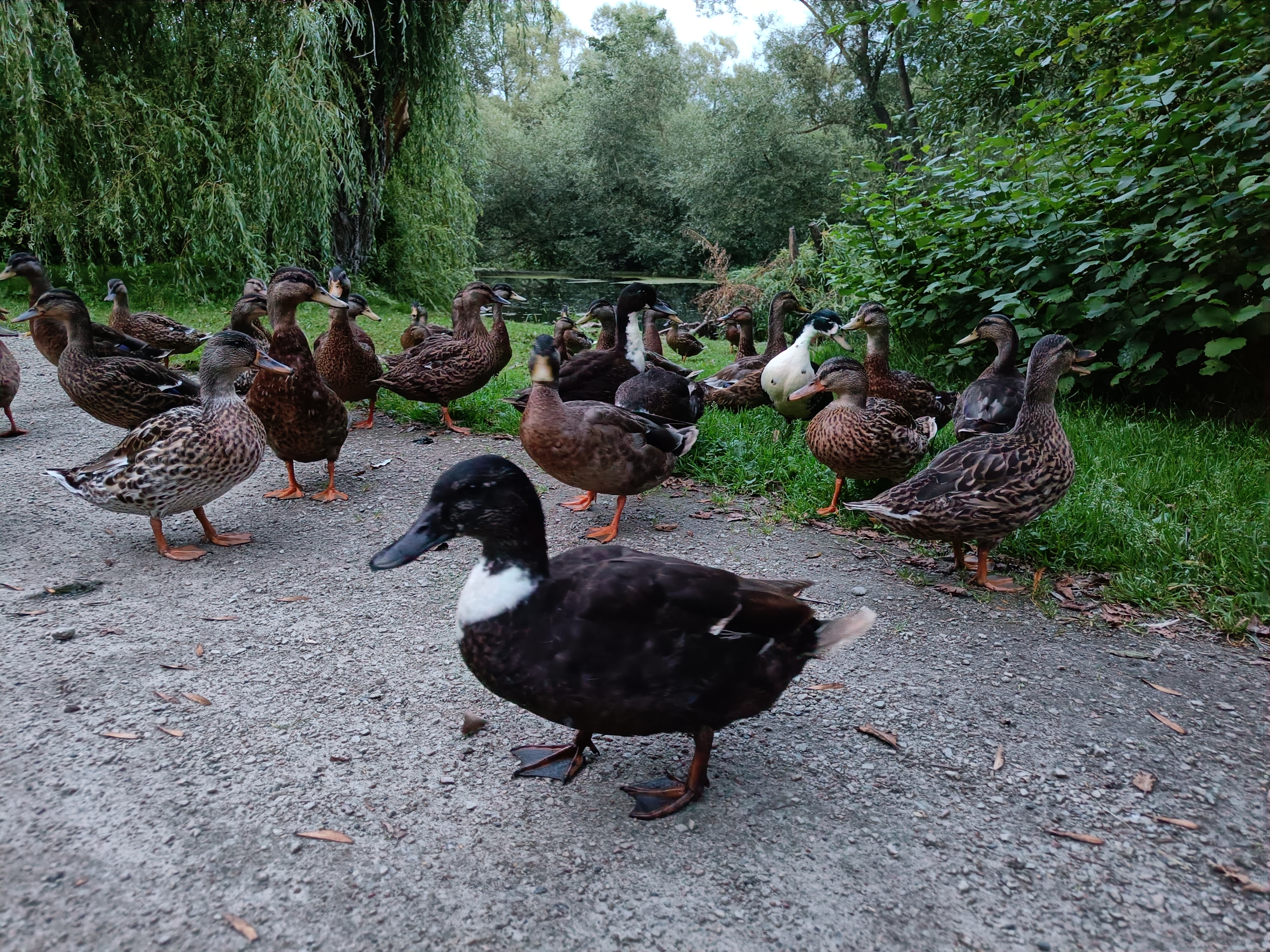
En flock med vilda gräsänder och korsningar från domesticerade ankor.
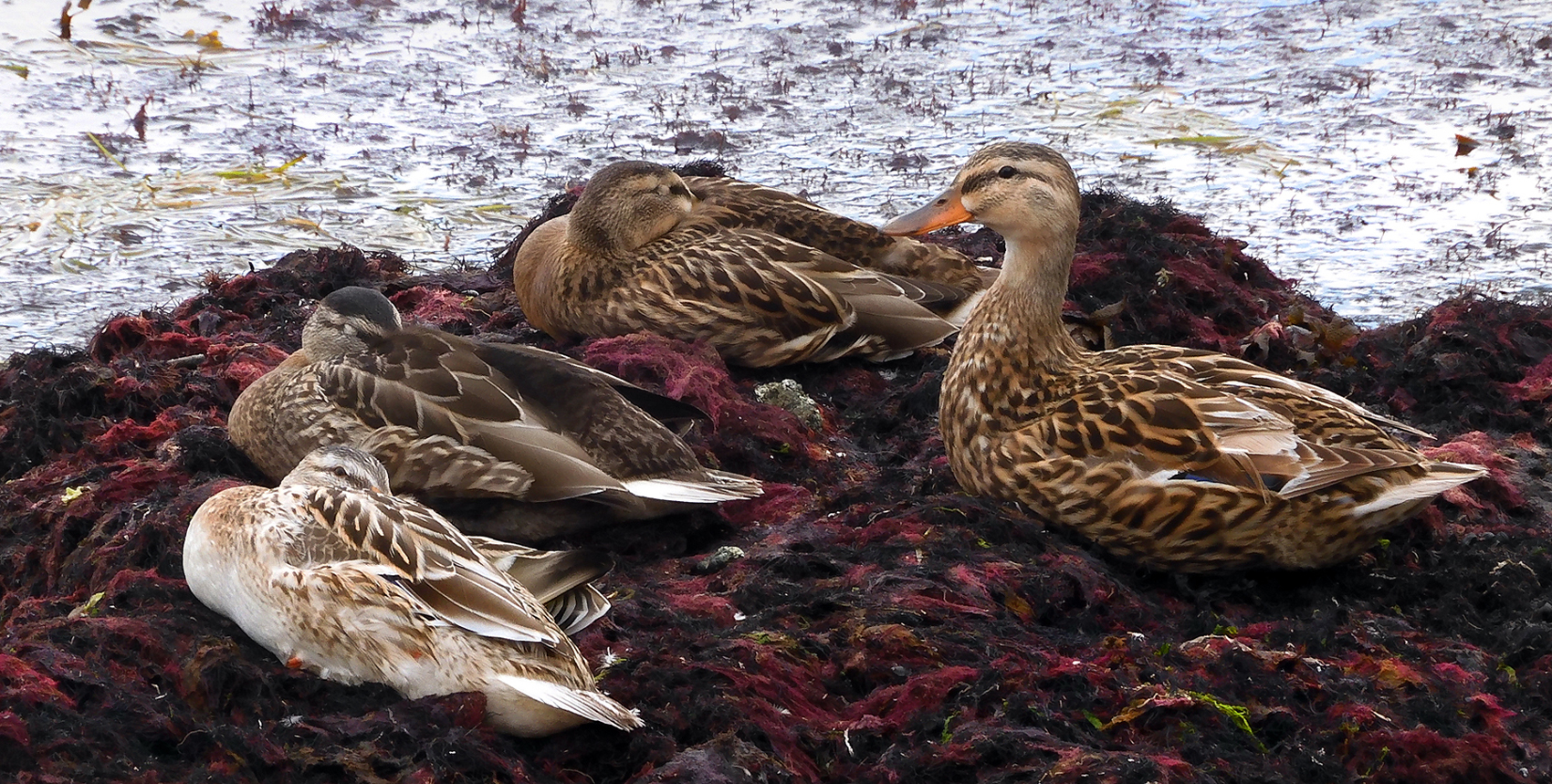
En ung gräsand med genetisk färgavvikelse vilket gör den påtagligt ljus.
- En gräsand (hane) äter ur handen.